# Juan Luis Pérez
Juan Luis Pérez Rodríguez (Quesada, 29 de junio de 1999) es un futbolista nicaragüense que juega como defensa central en el C. S. Herediano de la Primera División de Costa Rica.

## Trayectoria

### A. D. San Carlos
Debutó profesionalmente en la Primera División de Costa Rica el 21 de febrero de 2021 contra Municipal Pérez Zeledón en el que fue alineado como jugador titular, disputando todo el compromiso en el empate 1-1. Su gol se produjo el 1 de mayo del mismo año contra Limón F. C. disputando todo el partido en la victoria 0-3. La mayoría de encuentros en su primera temporada la disputó de 90 minutos sumando 937 minutos en total.
El 19 de noviembre de 2022 debutó en el Torneo de Copa de Costa Rica contra Santos de Guápiles, disputando los 90 minutos en la derrota 4-1. En el partido de vuelta, Pérez disputó los 90 minutos nuevamente, empatando en compromiso 2-2, mientras en el marcador global empataba 5-5, definiendo en la serie de tanda de penales, siendo la derrota 2-3, la eliminación del Torneo de Copa de Costa Rica.

### L. D. Alajuelense
El 8 de diciembre de 2022, se oficializó su fichaje al conjunto rojinegro de la L. D. Alajuelense por un contrato hasta el 2024. El 24 de enero de 2023 debutó en la tercera fecha del Torneo Clausura 2023 contra A. D. Guanacasteca, ingresó al minuto 88 por Celso Borges en el empate 0-0.
El 5 de diciembre de 2023, Juan Luis se coronó campeón en el debut internacional de la Copa Centroamericana de Concacaf tras derrotar al Real Estelí F. C. por el marcador global 4-1.

### Diriangén F. C.
El 11 de junio de 2024, se oficializó su fichaje al Diriangén F. C. en condición de préstamo de seis meses por parte de la L. D. Alajuelense. El 13 de julio, debutó por medio de la Copa Primera en semifinales contra el Real Estelí F. C. por el empate 1-1, y teniendo participación en el juego de vuelta el 17 de julio por la victoria 3-2, avanzando a la final con un global de 4-3. El 21 de julio, se enfrentó contra el Matagalpa FC por la final de la copa, disputando como titular, se obtuvo la victoria del cetro por el marcador 3-2.

### C. S. Herediano
El 4 de enero de 2025, se oficializó su fichaje al C. S. Herediano como agente libre con contrato hasta diciembre de 2027.

## Selección nacional

### Categorías inferiores
Tuvo su debut con la selección sub-20 de Nicaragua en el Campeonato Sub-20 de la Concacaf de 2018, fue dado el 4 de noviembre de 2018 contra Jamaica, ingresó de cambio en la parte complementaria disputando los 45 minutos en la derrota 0-3. Su segundo partido fue contra San Martín fue alineado como jugador titular disputando los 90 minutos en la victoria 2-0. Dos días después se enfrentaba ante Granada repitiendo titularidad disputando todo el compromiso en la derrota 0-2. El conjunto nicaragüense terminó su participación quedando en la 4° con 6 puntos sin poder clasificar a la fase clasificatoria.

#### Participaciones internacionales
| Competición                              | Sede           | Resultado      | Partidos | Goles |
| ---------------------------------------- | -------------- | -------------- | -------- | ----- |
| Campeonato Sub-20 de la Concacaf de 2018 | Estados Unidos | Fase de grupos | 3        | 0     |

### Selección absoluta
El 6 de junio de 2023, se oficializó la convocatoria del director técnico chileno Marco Antonio Figueroa para representar a la selección de Nicaragua para los partidos amistosos vontra Panamá, Uruguay y Paraguay en el que Juan Luis estuvo dentro de la nómina. El 10 de junio, debutó con la selección contra Panamá, utilizando el dorsal 13, en la posición de lateral izquierdo, disputó cincuenta y nueve minutos por la derrota 3-2. Juan Luis, estuvo relegado al banco de suplencia contra las selecciones sudamericas de Uruguay y Paraguay, sin ver minutos de juego.
El 31 de agosto de 2023, Juan Luis recibió la convocatoria para enfrentar la Liga de Naciones de la Concacaf 2023-24 contra las selecciones de República Dominicana y Barbados. El 8 de septiembre debutó contra República Dominicana, sumando la totalidad de minutos en la victoria 2-0. Tres días después, Juan Luis se enfrentó contra Barbados, donde tuvo su primera anotación al minuto 40, disputando la totalidad de minutos por la victoria 5-1.
El 5 de octubre de 2023, se confirmó la convocatoria de la nómina para disputar dos partidos por la segunda jornada de la Liga de Naciones de la Concacaf 2023-24 contra la selección de Montserrat. Juan Luis Pérez disputó los partidos de local y visita contra Montserrat, realizando una anotación en cada compromiso por la victoria de visitante 0-3 y de local 3-0.
El 9 de noviembre de 2023, se oficializó la convocatoria para confrontar los últimos dos partidos de la Liga de Naciones de la Concacaf 2023-24 contra Barbados y República Dominicana, disputando por su ascenso a la Liga A. El 17 de noviembre, Juan Luis se enfrentó contra Barbados, obteniendo la victoria 0-4, siendo este resultado la clasificación a la Liga A para la temporada 2024-25. Cuatro días después, Juan Luis se enfrentó a República Dominicana por el empate 0-0, cerrando su fase de grupos de manera invicta sin derrotas.
El 13 de marzo de 2024, se oficializó la convocatoria para los partidos amistosos contra Perú y Cuba. Pérez sumó la totalidad de minutos por la derrota contra Perú 2-0 y la derrota contra Cuba por 0-1.
El 5 de junio de 2024, debutó en una eliminatoria contra Montserrat, disputando la totalidad de minutos, el encuentro finalizó por la victoria 1-4. Tres días después repitió titularidad contra Belice por la victoria 0-4.

#### Participaciones internacionales
| Competición                             | Sede     | Resultado      | Partidos | Goles |
| --------------------------------------- | -------- | -------------- | -------- | ----- |
| Liga de Naciones de la Concacaf 2023-24 | Concacaf | Fase de grupos | 6        | 3     |
| Liga de Naciones de la Concacaf 2024-25 | Concacaf | Fase de grupos | 4        | 0     |

#### Participaciones en eliminatorias
| Eliminatoria               | Sede                             | Resultado   | Partidos | Goles |
| -------------------------- | -------------------------------- | ----------- | -------- | ----- |
| Clasificación Mundial 2026 | Estados Unidos · México · Canadá | Por definir | 2        | 0     |

## Estadísticas

### Clubes
Actualizado al último partido jugado el 2 de agosto de 2025.
| Club | Div.          | Temporada     | Liga  | Liga  | Liga   | Copas nacionales | Copas nacionales | Copas nacionales | Copas internacionales | Copas internacionales | Copas internacionales | Total | Total | Total  |
| Club | Div.          | Temporada     | Part. | Goles | Asist. | Part.            | Goles            | Asist.           | Part.                 | Goles                 | Asist.                | Part. | Goles | Asist. |
| --- | ------------- | ------------- | ----- | ----- | ------ | ---------------- | ---------------- | ---------------- | --------------------- | --------------------- | --------------------- | ----- | ----- | ------ |
| A. D. San Carlos · Costa Rica                                                                            |               |               |       |       |        |                  |                  |                  |                       |                       |                       |       |       |        |
| 1.ª | 2020-21       | 13            | 1     | 0     | —      | —                | —                | —                | —                     | —                     | 13                    | 1     | 0     |        |
| 1.ª | 2021-22       | 42            | 3     | 0     | —      | —                | —                | —                | —                     | —                     | 42                    | 3     | 0     |        |
| 1.ª | 2022-23       | 15            | 0     | 1     | 2      | 1                | 0                | —                | —                     | —                     | 17                    | 1     | 1     |        |
| Total club                                                                                               | Total club    | 70            | 4     | 1     | 2      | 1                | 0                | 0                | 0                     | 0                     | 72                    | 5     | 1     |        |
| L. D. Alajuelense · Costa Rica                                                                           |               |               |       |       |        |                  |                  |                  |                       |                       |                       |       |       |        |
| 1.ª | 2022-23       | 19            | 0     | 0     | —      | —                | —                | —                | —                     | —                     | 19                    | 0     | 0     |        |
| 1.ª | 2023-24       | 20            | 0     | 1     | —      | —                | —                | 6                | 0                     | 0                     | 26                    | 0     | 1     |        |
| Total club                                                                                               | Total club    | 39            | 0     | 1     | 0      | 0                | 0                | 6                | 0                     | 0                     | 45                    | 0     | 1     |        |
| Diriangén F. C. · Nicaragua                                                                              |               |               |       |       |        |                  |                  |                  |                       |                       |                       |       |       |        |
| 1.ª | 2024-25       | 25            | 1     | 0     | 3      | 0                | 0                | 4                | 0                     | 0                     | 32                    | 1     | 0     |        |
| Total club                                                                                               | Total club    | 25            | 1     | 0     | 3      | 0                | 0                | 4                | 0                     | 0                     | 32                    | 1     | 0     |        |
| C. S. Herediano · Costa Rica                                                                             |               |               |       |       |        |                  |                  |                  |                       |                       |                       |       |       |        |
| 1.ª | 2024-25       | 17            | 1     | 1     | —      | —                | —                | 4                | 0                     | 0                     | 21                    | 1     | 1     |        |
| 1.ª | 2025-26       | 2             | 0     | 0     | 1      | 0                | 0                | 1                | 0                     | 0                     | 4                     | 0     | 0     |        |
| Total club                                                                                               | Total club    | 19            | 1     | 1     | 1      | 0                | 0                | 5                | 0                     | 0                     | 25                    | 1     | 1     |        |
| Total carrera                                                                                            | Total carrera | Total carrera | 153   | 6     | 2      | 6                | 1                | 0                | 15                    | 0                     | 0                     | 174   | 7     | 2      |
| 1. 2. Fuente:Transfermarkt Nota: No se incluye información de partidos con Municipal Liberia y San Ramón |               |               |       |       |        |                  |                  |                  |                       |                       |                       |       |       |        |

### Selección de Nicaragua
Actualizado al último partido jugado el 25 de marzo de 2025.
| Absoluta · Nicaragua                              |   |   |   |    |   |   |   |   |   |    |   |   |
| 2023                                              | — | — | — | 6  | 3 | 0 | 1 | 0 | 0 | 7  | 3 | 0 |
| 2024                                              | 2 | 0 | 0 | 4  | 0 | 0 | 2 | 0 | 0 | 8  | 0 | 0 |
| 2025                                              | 0 | 0 | 0 | 2  | 0 | 0 | 0 | 0 | 0 | 2  | 0 | 0 |
| Total                                             | 2 | 0 | 0 | 12 | 3 | 0 | 3 | 0 | 0 | 17 | 3 | 0 |
| 1. Fuente:Transfermarkt / National Football Teams |   |   |   |    |   |   |   |   |   |    |   |   |

#### Goles internacionales
| N. | Fecha                    | Sede                      | Rival      | Gol | Resultado | Competición                             |
| -- | ------------------------ | ------------------------- | ---------- | --- | --------- | --------------------------------------- |
| 1. | 11 de septiembre de 2023 | Estadio Nacional, Managua | Barbados   | 2–0 | 5–1       | Liga de Naciones de la Concacaf 2023-24 |
| 2. | 13 de octubre de 2023    | Wildey Turf, Wildey       | Montserrat | 0–1 | 0-3       | Liga de Naciones de la Concacaf 2023-24 |
| 3. | 16 de octubre de 2023    | Estadio Nacional, Managua | Montserrat | 1–0 | 3-0       | Liga de Naciones de la Concacaf 2023-24 |

## Palmarés

### Títulos nacionales
| Título                         | Club            | País       | Año  |
| ------------------------------ | --------------- | ---------- | ---- |
| Copa Primera                   | Diriangén F. C. | Nicaragua  | 2024 |
| Liga Primera de Nicaragua      | Diriangén F. C. | Nicaragua  | 2024 |
| Primera División de Costa Rica | C. S. Herediano | Costa Rica | 2025 |

### Títulos internacionales
| Título                           | Club              | Sede     | Año  |
| -------------------------------- | ----------------- | -------- | ---- |
| Copa Centroamericana de Concacaf | L. D. Alajuelense | Alajuela | 2023 |